# Luis Villares Naveira
Luis Villares Naveira (Lugo, 8 d'agost de 1978) és un jutge i polític gallec.
Llicenciat en Dret per la Universitat de Santiago de Compostel·la, és jutge de carrera des de 2005, va exercir a A Fonsagrada (2007-2010) i després com a magistrat del contenciós-administratiu de l'Audiència Nacional (2010-2011). Fou titular dell Tribunal Superior de Justícia del País Basc (2011-2012), del Jutjat Contenciós administratiu de Lugo i a la Sala del Contenciós-Administratiu del Tribunal Superior de Justícia de Galícia. És portaveu a Galícia de l'associació progressista Jutges per a la Democràcia i és membre fundador de la Irmandade Xurídica Galega.
Va ser triat, per primàries, candidat a la Presidència de la Xunta de Galícia per a les eleccions de 2016 per En Marea.

## Obra
- Estatut Xurídico da Lingua galega, 2005.
- A inconstitucionalidade da segregación do estudantado per razón de lingua, 2009.
- Estudo Crítico do sistema de responsabilidade civil per danoss causats por hidrocarburos. As ensinanzas do Prestige, 2009.
- Estudos Xurídicos sobre o Decreto per o plurilingüísmo, 2010 (coordinador).[3]